# Crédit Agricole Suisse Open Gstaad 2014
Crédit Agricole Suisse Open Gstaad 2014 byl tenisový turnaj pořádaný jako součást mužského okruhu ATP World Tour, který se hrál na otevřených antukových dvorcích. Konal se mezi 21. až 27. červencem 2014 ve švýcarském Gstaadu jako 47. ročník turnaje.
Turnaj s rozpočtem 485 760 eur patřil do kategorie ATP World Tour 250. Nejvýše nasazeným hráčem ve dvouhře byl devatenáctý hráč žebříčku ATP a obhájce titulu Michail Južnyj z Ruska, který skončil ve čtvrtfinále. Singlovou trofej si odvezl španělský tenista Pablo Andújar a deblovou část vyhrála německo-nizozemská dvojice Andre Begemann a Robin Haase.

## Mužská dvouhra

### Nasazení
| Stát                             | Hráč                   | ATP | Nasazení |
| -------------------------------- | ---------------------- | --- | -------- |
| Rusko                            | Michail Južnyj         | 19. | 1.       |
| Španělsko                        | Marcel Granollers      | 28. | 2.       |
| Španělsko                        | Guillermo García-López | 31. | 3.       |
| Španělsko                        | Fernando Verdasco      | 33. | 4.       |
| Argentina                        | Federico Delbonis      | 36. | 5.       |
| Francie                          | Gilles Simon           | 38. | 6.       |
| Nizozemsko                       | Robin Haase            | 51. | 7.       |
| Rakousko                         | Dominic Thiem          | 55. | 8.       |
| Žebříček ATP k 14. červenci 2014 |                        |     |          |

### Jiné formy účasti
Následující hráči obdrželi divokou kartu do hlavní soutěže:
- Henri Laaksonen
- Yann Marti
- Viktor Troicki

Následující hráči postoupili z kvalifikace:
- Iñigo Cervantes Huegun
- Fabiano de Paula
- Gerald Melzer
- Gianni Mina

### Odhlášení
před zahájením turnaje
- Nicolás Almagro
- Roberto Bautista Agut
- Łukasz Kubot
- Feliciano López
- Stéphane Robert
- Stan Wawrinka

### Skrečování
- Andreas Haider-Maurer
- Gilles Simon

## Mužská čtyřhra

### Nasazení
| Stát                                                                        | Hráč            | Stát          | Hráč            | ATP1) | Nasazení |
| --------------------------------------------------------------------------- | --------------- | ------------- | --------------- | ----- | -------- |
| Spojené království                                                          | Jamie Murray    | Austrálie     | John Peers      | 55.   | 1.       |
| Chorvatsko                                                                  | Marin Draganja  | Rumunsko      | Florin Mergea   | 79.   | 2.       |
| Německo                                                                     | Andre Begemann  | Nizozemsko    | Robin Haase     | 114.  | 3.       |
| Švédsko                                                                     | Johan Brunström | Spojené státy | Nicholas Monroe | 126.  | 4.       |
| Žebříček ATP k 14. červenci 2014; číslo je součtem umístění obou členů páru |                 |               |                 |       |          |

### Jiné formy účasti
Následující páry obdržely divokou kartu do hlavní soutěže:
- Adrien Bossel /  Michael Lammer
- Henri Laaksonen /  Yann Marti

## Přehled finále

### Mužská dvouhra
- Pablo Andújar vs.  Juan Mónaco, 6–3, 7–5

### Mužská čtyřhra
- Andre Begemann /  Robin Haase vs.  Rameez Junaid /  Michal Mertiňák, 6–3, 6–4